# Tấn công từ chối dịch vụ

Biểu đồ mô tả công cụ DDoS Stachledraht

Một cuộc tấn công từ chối dịch vụ  (DoS là viết tắt của từ denial-of-service) hay tấn công từ chối dịch vụ phân tán (DDoS là viết tắt của distributed denial-of-service) là một nỗ lực làm cho những người dùng không thể sử dụng tài nguyên của một máy tính. Mặc dù phương tiện để tiến hành, động cơ, mục tiêu của tấn công từ chối dịch vụ có thể khác nhau, nhưng nói chung nó gồm có sự phối hợp, sự cố gắng ác ý của một người hay nhiều người để một trang, hay hệ thống mạng không thể sử dụng, làm gián đoạn, hoặc làm cho hệ thống đó chậm đi một cách đáng kể với người dùng bình thường, bằng cách làm quá tải tài nguyên của hệ thống. Thủ phạm tấn công từ chối dịch vụ thường nhắm vào các trang mạng hay server tiêu biểu như ngân hàng, cổng thanh toán thẻ tín dụng và thậm chí DNS root servers.
Một phương thức tấn công phổ biến kéo theo sự bão hoà máy mục tiêu với các yêu cầu liên lạc bên ngoài, đến mức nó không thể đáp ứng lưu lượng hợp pháp, hoặc đáp ứng quá chậm. Trong điều kiện chung, các cuộc tấn công DoS được bổ sung bởi ép máy mục tiêu khởi động lại hoặc tiêu thụ hết tài nguyên của nó đến mức nó không cung cấp dịch vụ, hoặc làm tắc nghẽn liên lạc giữa người sử dụng và nạn nhân.

## Nhận diện
US-CERT xác định dấu hiệu của một vụ tấn cống từ chối dịch vụ gồm có:
- Mạng thực thi chậm khác thường khi mở tập tin hay truy cập Website;
- Không thể dùng một website cụ thể;
- Không thể truy cập bất kỳ website nào;
- Tăng lượng thư rác nhận được.

Không phải tất các dịch vụ đều ngừng chạy, thậm chí đó là kết quả của một hoạt động nguy hại, tất yếu của tấn công DoS. Tấn công từ chối dịch vụ cũng có thể dẫn tới vấn đề về nhánh mạng của máy đang bị tấn công. Ví dụ băng thông của router giữa Internet và LAN có thể bị tiêu thụ bởi tấn công, làm tổn hại không chỉ máy tính ý định tấn công mà còn là toàn thể mạng.

## Các phương thức tấn công
Tấn công từ chối dịch vụ là một loại hình tấn công nhằm ngăn chặn những người dùng hợp lệ được sử dụng một dịch vụ nào đó. Các cuộc tấn công có thể được thực hiện nhằm vào bất kì một thiết bị mạng nào bao gồm là tấn công vào các thiết bị định tuyến, web, thư điện tử và hệ thống DNS,...
Tấn công từ chối dịch vụ có thể được thực hiện theo một số cách nhất định. Có năm kiểu tấn công cơ bản sau đây:
1. Nhằm tiêu tốn tài nguyên tính toán như băng thông, dung lượng đĩa cứng hoặc thời gian xử lý
2. Phá vỡ các thông tin cấu hình như thông tin định tuyến
3. Phá vỡ các trạng thái thông tin như việc tự động reset lại các phiên TCP.
4. Phá vỡ các thành phần vật lý của mạng máy tính
5. Làm tắc nghẽn thông tin liên lạc có chủ đích giữa các người dùng và nạn nhân dẫn đến việc liên lạc giữa hai bên không được thông suốt.

Một cuộc tấn công từ chối dịch vụ có thể bao gồm cả việc thực thi malware nhằm:
- Làm quá tải năng lực xử lý, dẫn đến hệ thống không thể thực thi bất kì một công việc nào khác.
- Những lỗi gọi tức thì trong microcode của máy tính.
- Những lỗi gọi tức thì trong chuỗi chỉ thị, dẫn đến máy tính rơi vào trạng thái hoạt động không ổn định hoặc bị đơ.
- Những lỗi có thể khai thác được ở hệ điều hành dẫn đến việc thiếu thốn tài nguyên hoặc bị crashing. VD: Như sử dụng tất cả các năng lực có sẵn dẫn đến không một công việc thực tế nào có thể hoàn thành được.
- Gây hư hỏng hệ thống máy tính, tăng lượng công việc cần xử lí.
- Tấn công từ chối dịch vụ iFrame: trong một trang HTML có thể gọi đến một trang web nào đó với rất nhiều yêu cầu và trong rất nhiều lần cho đến khi băng thông của trang web đó bị quá hạn.

## Liên kết
- RFC 4732 Internet Denial-of-Service Considerations
- W3C The World Wide Web Security FAQ
- cert.org CERT's Guide to DoS attacks.
- Zombies:
  - Is Your PC a Zombie? Lưu trữ ngày 24 tháng 7 năm 2011 tại Wayback Machine, About.com.